# Louise Doyon
Pour l’article homonyme, voir Doyon (homonymie).
Louise Doyon, ou Louise Doyon-Richard, née en 1943, est une enseignante et écrivaine québécoise.
Louise Doyon étudie à l'Université du Québec à Montréal en adaptation scolaire. Elle est diplômée en enfance inadaptée. Elle enseigne ensuite pendant une trentaine d'années.
En 1977, elle écrit un ouvrage spécialisé "Préparez votre enfant à l'école" sur le bon développement psychomoteur des enfants.

## Honneurs
- Prix Robert-Cliche (1987), Les héritiers, Éditions Quinze, Montréal : 1987[2]

## Sources
1. ↑  « Louise Doyon - Tous les livres - Librairie Eyrolles », sur eyrolles.com (consulté le 27 septembre 2020).
2. ↑  « Groupe Livre », sur Groupe Livre (consulté le 10 avril 2023).